# American Idiot (Lied)
American Idiot (englisch für „Amerikanischer Idiot“) ist ein Lied der US-amerikanischen Rockband Green Day. Der Song wurde am 6. August 2004 als erste Single ihres gleichnamigen siebten Studioalbums American Idiot veröffentlicht.

## Inhalt
American Idiot ist ein Protestlied, das Kritik an der US-amerikanischen Politik unter George W. Bush, den Medien und der Gesellschaft in den Jahren nach den Terroranschlägen am 11. September 2001 und des Irakkriegs übt. Der Song wird von Billie Joe Armstrong aus der Perspektive des lyrischen Ichs gesungen, das kein „amerikanischer Idiot“ sein will, der der Propaganda und Hysterie der Medien glaube und durch diese verblödet werde. Dabei spricht es sich auch explizit gegen Rednecks aus. Die Nation komme ihm fremd, angespannt und paranoid vor.

“Don’t wanna be an American idiot

One nation controlled by the media

Information age of hysteria

It’s calling out to idiot America”

Während eines Silvesterauftrittes zum Start des Jahres 2024 dichtete die Band die Textzeile „I’m not a part of a redneck agenda“ zu „I’m not a part of the MAGA agenda“ und kritisierten damit die von Donald Trump angeführte MAGA-Bewegung. Die Band hatte sich bereits vorab mehrfach gegen den damaligen Ex-Präsidenten positioniert, unter anderem bei den American Music Awards 2016, wo sie mit den Worten „No Trump, no KKK, no fascist USA“ einen Sprechchor anstimmte. Im Juli des gleichen Jahres nutzte die Band für ihre Tournee erneut den geänderten Text und hielten eine Trump-Maske mit der Aufschritt „Idiot“ hoch. Am Vorabend von Donald Trumps zweitem Amtsantritt als Präsident der USA am 20. Januar 2025 dichteten sie die betreffende Zeite bei einem Konzert im südafrikanischen Johannesburg  erneut um und spotteten nun gegen Elon Musk mit „I’m not a part of the Elon agenda“. Auch bei ihrem Auftritt des bekannten Coachella-Festivals 2025 sang die Band erneut die Textzeile „I’m not a part of the MAGA agenda“ und sprach sich gegen Trumps Regierung aus.

## Produktion
Das Lied wurde von dem US-amerikanischen Musikproduzenten Rob Cavallo zusammen mit Green Day produziert. Den Text schrieb Sänger Billie Joe Armstrong, während die Musik von allen Bandmitgliedern komponiert wurde.

## Musikvideo
Bei dem zu American Idiot gedrehten Musikvideo führte Samuel Bayer Regie. Es verzeichnet auf YouTube über 254 Millionen Aufrufe (Stand: Oktober 2024). Das Video zeigt die Band, die den Song mit teils hastigen Bewegungen in einer Lagerhalle spielt, während im Hintergrund eine US-amerikanische Flagge senkrecht auf eine Wand gemalt ist. Die Fahne hat nur 48 Sterne und ist in grünen Farbtönen gehalten. Billie Joe Armstrong singt den Text teils aggressiv in die Kamera, Mike Dirnt springt mit der Gitarre durch die Luft und Tré Cool läuft um sein Schlagzeug herum. Später wird die Farbe der Flagge abgewaschen und es sammelt sich grüne Flüssigkeit auf dem Boden, die sich zu einer Flutwelle formiert und die Band überschwemmt. Am Ende werfen die Musiker ihre Instrumente auf den Boden und verlassen die Halle.
Bei den MTV Video Music Awards 2005 wurde es in der Kategorie Viewer’s Choice ausgezeichnet und war zudem in der Kategorie Best Art Direction nominiert.

## Single

### Covergestaltung
Die Single wurde mit zwei verschiedenen Covern veröffentlicht. Das Singlecover der ersten Version zeigt auf schwarzem Grund die weißen Umrisse einer Familie, bestehend aus einer Frau und einem Mann, die ihren Sohn in ihrer Mitte an beiden Händen tragen. Vor ihnen befindet sich eine Falle auf dem Boden. Oben im Bild stehen die Schriftzüge Green Day in Weiß und american idiot in Schwarz auf rotem Untergrund. Auf dem Cover der zweiten Version sind auf rotem Grund die weißen Umrisse eines Mannes und einer Frau zu sehen, die zwischen sich ihre Tochter an beiden Händen tragen. Auch hier befindet sich vor ihnen auf dem Boden eine Falle. Oben im Bild stehen die Schriftzüge Green Day in Weiß und american idiot in Rot auf schwarzem Untergrund.

### Titellisten
Single 1
1. American Idiot – 2:55
2. Too Much Too Soon – 3:31

Single 2
1. American Idiot – 2:55
2. Shoplifter – 1:51
3. Governator – 2:31

### Chartplatzierungen
American Idiot stieg am 4. Oktober 2004 auf Platz 28 in die deutschen Singlecharts ein und belegte in den folgenden Wochen die Ränge 38 und 37. Insgesamt konnte sich der Song neun Wochen in den Top 100 halten. Erfolgreicher war die Single mit Top-10-Platzierungen unter anderem im Vereinigten Königreich, in Australien und Neuseeland.
| ChartsChartplatzierungen       | Höchstplatzierung | Wochen |
| ------------------------------ | ----------------- | ------ |
| Deutschland (GfK)              | 28 (9 Wo.)        | 9      |
| Österreich (Ö3)                | 18 (19 Wo.)       | 19     |
| Schweiz (IFPI)                 | 75 (7 Wo.)        | 7      |
| Vereinigte Staaten (Billboard) | 61 (20 Wo.)       | 20     |
| Vereinigtes Königreich (OCC)   | 3 (16 Wo.)        | 16     |

| ChartsJahrescharts (2004)    | Platzierung |
| ---------------------------- | ----------- |
| Vereinigtes Königreich (OCC) | 95          |

### Auszeichnungen für Musikverkäufe
American Idiot erhielt im Jahr 2005 in den Vereinigten Staaten für mehr als 500.000 verkaufte Einheiten eine Goldene Schallplatte. Im Vereinigten Königreich wurde es 2022 für über 1,2 Millionen Verkäufe mit einer doppelten Platin-Schallplatte ausgezeichnet.
| Land/Region                  | Auszeichnungen für Musikverkäufe (Land/Region, Auszeichnung, Verkäufe) | Verkäufe  |
| ---------------------------- | ---------------------------------------------------------------------- | --------- |
| Australien (ARIA)            | Gold                                                                   | 35.000    |
| Dänemark (IFPI)              | Platin                                                                 | 90.000    |
| Italien (FIMI)               | Platin                                                                 | 20.000    |
| Japan (RIAJ)                 | Gold                                                                   | 100.000   |
| Kanada (MC)                  | 5× Platin                                                              | 400.000   |
| Neuseeland (RMNZ)            | 3× Platin                                                              | 90.000    |
| Spanien (Promusicae)         | Platin                                                                 | 60.000    |
| Vereinigte Staaten (RIAA)    | Gold                                                                   | 500.000   |
| Vereinigtes Königreich (BPI) | 2× Platin                                                              | 1.200.000 |
| Insgesamt                    | 3× Gold · 13× Platin ·                                                 | 2.494.000 |

Hauptartikel: Green Day/Auszeichnungen für Musikverkäufe
Bei den Grammy Awards 2005 wurde der Song in den Kategorien Record of the Year, Best Rock Performance by a Duo or Group with Vocal, Best Rock Song und Best Music Video nominiert, konnte jedoch keinen Preis gewinnen.